# Attente ai marinai!
Attente ai marinai! (Sailor Beware) è un film del 1952 diretto da Hal Walker ed interpretato da Dean Martin e Jerry Lewis, il quinto film che girarono insieme.

## Trama
Al e Melvin entrano in marina. Diventano presto amici inseparabili e Melvin alle esercitazioni farà un disastro. Si inimica il sergente che scommette con gli altri marinai una buona somma di denaro che Melvin al porto dove sarebbero attraccati non avrebbe conquistato alcuna ragazza. quando Al lo comunica a Melvin, questo non vuole accettare ma il guaio è che Al ha puntato anche il denaro di Melvin il quale non può baciare alcuna ragazza perché allergico al rossetto. Arrivati sul posto Melvin viene anche sfidato ad un incontro di boxe che vincerà. Il sergente in seguito ordina a due uomini di non far uscire Melvin perché non possa conquistare alcuna ragazza. Tuttavia Melvin ci riesce e si traveste e, quasi per caso, viene baciato dalla ragazza della quale si era innamorato Al ma tale ragazza lo aveva rifiutato perché credeva che fosse lui il marinaio che aveva fatto la scommessa. Dopo il bacio a Melvin l'equivoco si chiarisce.

## Curiosità
- Durante l'incontro di boxe c'è l'attore James Dean.
- Nel film debutta l'attrice italiana Franca Faldini, futura compagna di Totò.